# Fábio Simplício
Fábio Simplício (* 23. září 1979) je bývalý brazilský fotbalista.

## Reprezentační kariéra
Fábio Simplício odehrál za brazilský národní tým celkem 1 reprezentační utkání a to v roce 2009.

## Statistiky
| Brazílie | Brazílie | Brazílie |
| Roky     | Záp.     | Góly     |
| -------- | -------- | -------- |
| 2009     | 1        | 0        |
| Celkem   | 1        | 0        |